# Scipione del Ferro
Scipione del Ferro, född 6 februari 1465 i Bologna, död där 5 november 1526 som professor vid universitetet, italiensk matematiker.
Ferro var den förste som lyckades lösa tredjegradsekvationer. Hans upptäckt offentliggjordes först efter hans död av Cardanus i arbetet Ars magna (1545).